# Psara albicilia
Psara albicilia là một loài bướm đêm trong họ Crambidae.